# برویبرگ
شهر برویبرگ در ایالت هسن در کشور آلمان واقع شده است.